# Stichting Lira
De Stichting Lira (Literaire Rechten Auteurs) is een Nederlandse collectieve beheersorganisatie voor schrijvers en vertalers van gedichten, verhalen, essays, columns, novellen, romans, eenakters, toneelstukken, sketches, hoorspelen, tv-spelen, series en films voor tv, conferences en muziekdramatische werken, zoals opera’s, operettes, musicals etc.

## Ontstaan en functioneren
Lira is opgericht in 1986 door de Vereniging van Letterkundigen (VvL), inmiddels onderdeel van de Vereniging van Schrijvers en Vertalers (VSenV). Lira is formeel een stichting. De bestuursleden worden benoemd door een jaarlijks bijeengeroepen vergadering van de aangesloten auteurs. Een deel van de nieuw te kiezen bestuursleden wordt door de VSenV voorgedragen.
De administratieve taken van de stichting worden uitgevoerd door Cedar B.V. Cedar is een dienstencentrum dat gespecialiseerd is in het behartigen van de belangen van auteursrechthebbenden. Cedar werd in 1995 opgericht en beheert op dezelfde wijze nog een aantal stichtingen voor auteursrechten zoals de Stichting Reprorecht, Stichting Pro, Stichting Leenrecht en de Stichting de Thuiskopie.
Sinds 1993 reikt Stichting Lira elke twee jaar de Lira Scenarioprijs uit aan de beste Nederlandse drama scenario.